# Festival de Alamar
Festival de Alamar 
El Festival de Alamar, o Festival Nacional de Rap Cubano, es un festival musical que fue organizado anualmente en la barriada de Alamar, Cuba. Se han celebrado once ediciones consecutivas desde sus inicios en 1995 hasta su desaparición en 2005. Organizado durante el Período especial, supuso un apoyo relevante en el origen y posterior desarrollo del rap cubano.

## Historia
En 1994, Rodolfo Rensoli y otros amantes del hip-hop fundaron el Grupo Uno (Rodolfo Rensoli, Víctor Muñiz, Carlos Zulueta, Yasser Castellanos, Ismael Matamoros, Filiberto Méndez, Basely Rivero), una de las primeras agrupaciones que intentó hacer espectáculos de forma independiente. Fue al año siguiente, en 1995, cuando organizaron el primer Festival de Rap Cubano del 27 al 29 de junio en el Reparto Bahía-Guiteras, al este de La Habana.  Al tener problemas de espacio, la Dirección de Cultura del Municipio de la Habana del Este les ofreció el anfiteatro y la Casa de Cultura de Alamar. A partir de agosto de 1996, el festival se realizaría anualmente allí. 
Según Rodolfo Rensoli, el anfiteatro todavía no era lo suficientemente grande, pues alrededor de 3.000 asistentes llenaron las gradas que en un principio habían sido diseñadas para albergar a la mitad.
En los cuatro primeros años, el festival tuvo un carácter competitivo, sin embargo, a partir de la 5ª edición se mantuvo una estructura de festival estándar. Actualmente, las agrupaciones que obtuvieron los primeros premios pertenecen al canon de los raperos cubanos más reconocidos internacionalmente hablando: Primera Base (1995), Doble Filo (1996), Amenaza (1997), que más tarde se convertiría en Orishas, y Junior Clan (1998).  
Es partir de 1999, cuando Grupo Uno comienza a organizar festivales más pequeños en el interior del país: San José de las Lajas, Santiago de Cuba, Cienfuegos… Los ganadores de aquellos eventos eran invitados a participar en el Festival de Alamar. 
Debido a problemas personales entre los promotores (Grupo Uno y la Asociación de Hermanos Saíz), la última edición del festival tuvo lugar en 2005.
“Nosotros no cesamos. Nos quitaron. El presidente de la Asociación Hermanos Saíz (AHS), que en esa época era Alpidio Alonso Grau, maniobró hasta conseguir sacarnos de la organización del festival. Parece que el carácter internacional que tomó este, y el alto poder de convocatoria que lograba, despertaron ambición. En esta componenda, participaron también raperos a los cuales nosotros ayudamos en sus inicios… Algo así como el clásico refrán “cría cuervos…”.
Además de los conciertos, durante el festival se realizaban también simposios para debatir sobre el movimiento hiphopero. Gracias a éstos, a la creación de la Agencia Cubana de Rap y algunas revistas especializadas en el género, como Movimiento, se produjo un acercamiento por parte de los intelectuales cubanos. 

## Impacto en los participantes del festival con la escena hip hop estadounidense
A raíz de este fenómeno, la prensa internacional puso sus ojos en Cuba. Aparecieron artículos sobre rap cubano en múltiples revistas estadounidenses como Time y el Washington Post, además de otras especializadas en hip hop como: Stress y The Source.
Numerosas figuras globales del hip hop de Estados Unidos tales como: The Roots, Blackstar, Common, Montell Jordan, Dead Prez, participaron en los festivales de Alamar,. 
Debido a la popularidad que adquirió el evento, el productor Pablo Herrera contactó en 1998 con la revista Vibe. El artículo llegó al Black August Collective, un grupo activista de hip-hop estadounidense. Este colectivo se convirtió en un gran defensor del rap cubano y apoyó al festival con donaciones materiales a la vez que fomentaba el intercambio internacional entre artistas de rap conciencia.
Diferentes personalidades hicieron posible que en el año 2001 una delegación cubana de rap pudiera visitar los Estados Unidos con el objetivo de participar y representar al país caribeño en importantes eventos. En esta gira participaron los grupos de Obsesión y Anónimo Consejo, el productor musical Pablo Herrera y Ariel Fernández. 

## Alamar: la ciudad del Hip Hop cubano
Alamar se consagró como la cuna del hip hop cubano debido a una serie de características geográficas y sociales. 
Por un lado, los proyectos de vivienda en barrios como Alamar proporcionaron a los habitantes que vivían en barrios marginales, viviendas de mayor calidad.  Al estar en la costa y ser el punto más cercano a Estados Unidos, podían escucharse con relativa facilidad algunos canales (frecuencias) de radio del país norteamericano. Por su parte, la juventud cubana se reunía en sedes, como la Casa de Cultura de Alamar, y captaba las emisoras de Miami. Gracias a unas antenas improvisadas, empezaron a llegar a Cuba los temas hiphoperos de las grandes estrellas del momento (Afrika Bambaataa, The Roots...)
Además, Alamar cuenta con una serie de características derivadas de la situación económica del Período Especial, que la hace similar al Bronx estadounidense. Por un lado, cuenta con una población en la que la mayor parte de sus habitantes son de clase obrera y origen extranjero. Sus edificios están divididos en bloques muy similares entre sí y está equipada con una infraestructura arquitectónica de baja calidad. 
Estas particularidades hicieron que la juventud cubana, en su mayoría negra y mestiza, se viera reflejada en el movimiento de hip hop estadounidense y comenzara a desarrollar un hip hop cubano. 